# Dmitrij Poljanskij

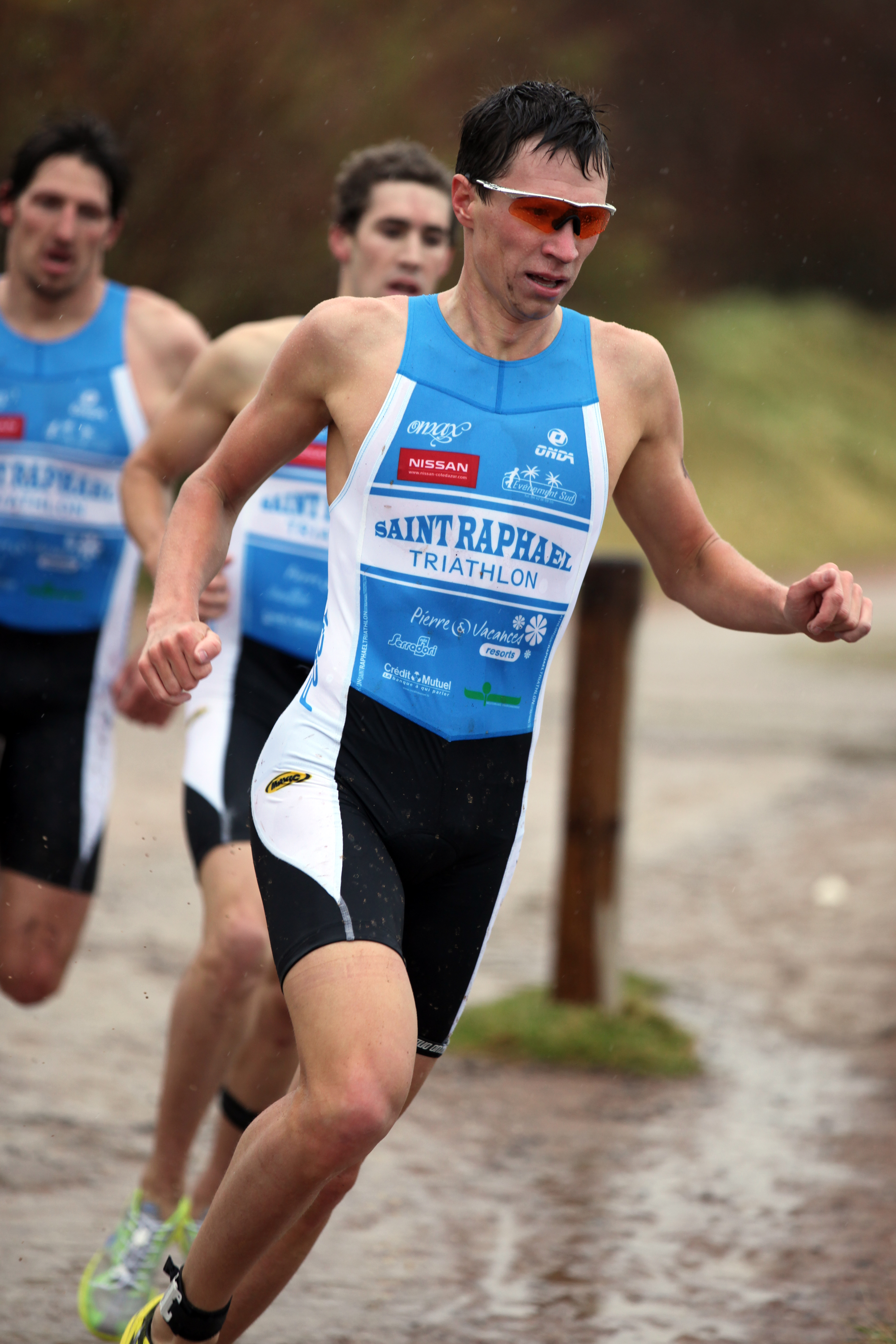
Dmitrij Poljanskij i Les Sables d'Olonne, 2012.

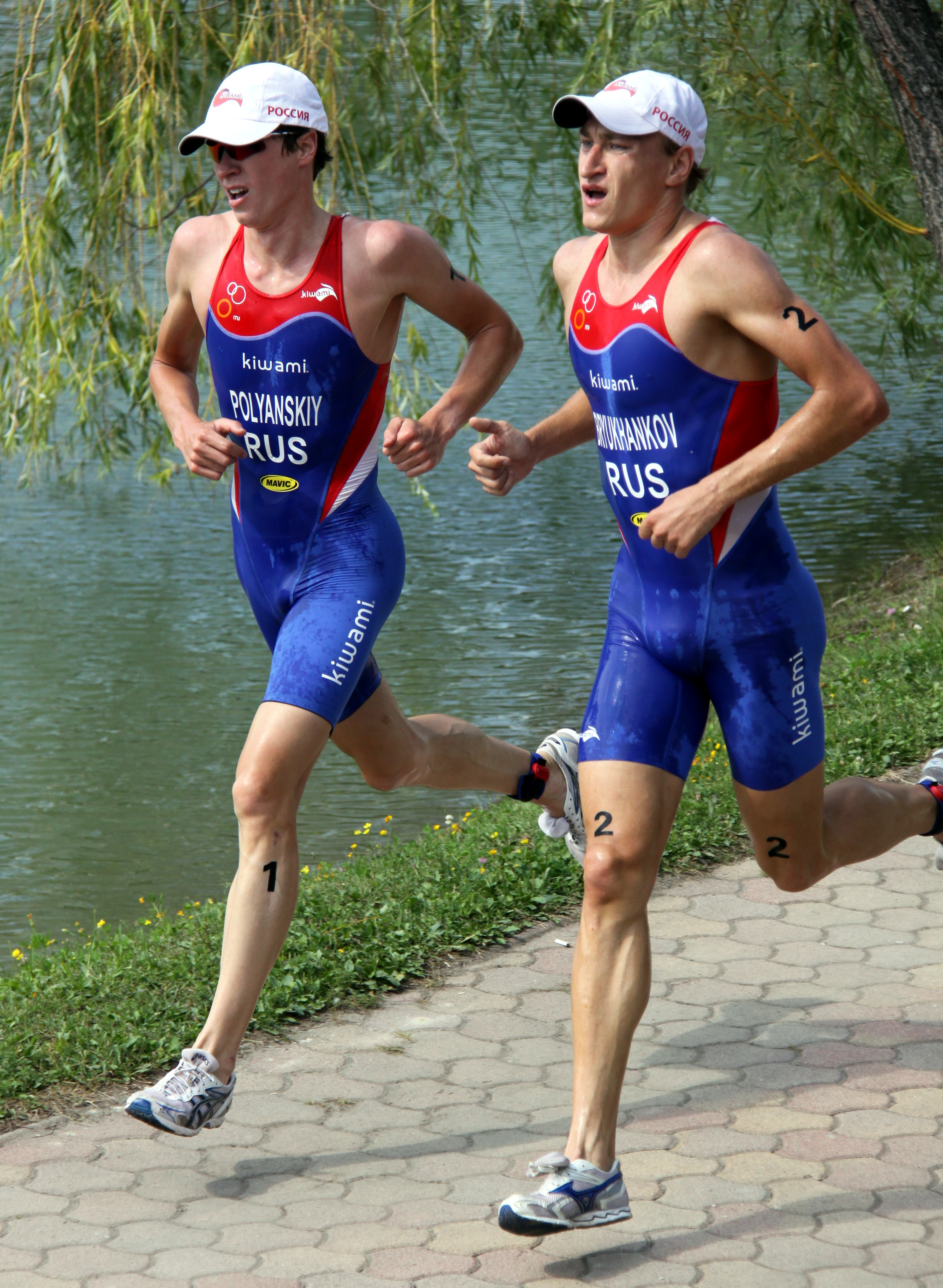
Dmitrij Poljanskij (till vänster) när han vann guld vid triathlonvärldscupen i Tiszaújváros, 2009.

Dmitrij Andrejevitj Poljanskij (ryska: Дмитрий Андреевич Полянский) född 9 november 1986 i Zjeleznogorsk, är en rysk triathlet. 
Poljanskij deltog i en ITU-tävling för första gången år 2003 i den ungerska staden Győr. Sedan dess har han deltagit i olika tävlingar regelbundet, och är även en regelbunden medlem i Rysslands landslag. Dmitrij Poljanskij är äldre bror till triathleten Igor Poljanskij.